# Balonga buchholzii
Balonga buchholzii là loài thực vật có hoa thuộc họ Na. Loài này được (Engl. & Diels) Le Thomas mô tả khoa học đầu tiên năm 1968.